# 佐伯沙弥麻呂
佐伯 沙弥麻呂（さえき の さみまろ、生没年不詳）は、奈良時代の貴族。名は沙美麻呂とも記される。贈大錦上・佐伯子麻呂の孫で、佐伯家主の子とする系図がある。姓は宿禰。官位は正五位下・信濃守。

## 経歴
元明朝の和銅6年（713年）従六位下から四階昇進して従五位下に叙爵し、翌和銅7年（714年）小治田宅持の後任として、信濃守に任ぜられている。
鉾持神社の社伝によると、養老5年（721年）信濃国司の小治田宅持が、伊豆神社の天津彦火瓊瓊杵尊、箱根神社の天津彦火火出見尊、三嶋大社の大山祗命、それぞれの分霊を町の西部にある権現山より勧請したのが神社の始まりである、と伝承されているが、これまでに小治田宅持の後任の信濃守として沙弥麻呂が任ぜられていることから、社伝に誤りがある可能性がある。
聖武朝の神亀3年（726年）従五位下から二階昇進して正五位下に至る。

## 官歴
注記のないものは『続日本紀』による。
- 時期不詳：従六位下
- 和銅6年（713年） 正月23日：従五位下
- 和銅7年（714年） 10月13日：信濃守
- 神亀3年（726年） 正月21日：正五位下（越階）

## 系譜
- 父：佐伯家主[2]
- 母：不詳
- 妻：不詳
  - 男子：佐伯安吉[2]